# Sciomesa venata
Sciomesa venata là một loài bướm đêm trong họ Noctuidae.